# 사카 게이스케
사카 게이스케(일본어: 坂 圭祐, 1995년 5월 7일~)는 일본의 축구 선수이다.

## 구단 경력
그는 2018년 J1리그의 쇼난 벨마레에 입단했다. 2018년에 J리그컵 우승을 차지했다. 2021년 오이타 트리니타로 이적했다. 2021년후 J2리그에 강등했다. 2024년 J1리그의 감바 오사카로 이적했다. 2024년 7월 J2리그의 도치기 SC로 이적했다.